# Solid Snake
Solid Snake, il cui vero nome è David, è uno dei personaggi principali della serie videoludica di Metal Gear, ideata da Hideo Kojima e pubblicata da Konami a partire dal 1987; nella versione giapponese è doppiato da Akio Ōtsuka, mentre in quella inglese da David Hayter.
Solid Snake fa il suo debutto in Metal Gear, primo capitolo della serie. Dopo le apparizioni come protagonista in Metal Gear Solid e Metal Gear Solid 2, egli non compare in Metal Gear Solid 3, lasciando il posto a Big Boss. Uno Snake molto invecchiato fa infine ritorno in Metal Gear Solid 4.
Nel 2010 è stato eletto miglior personaggio nella storia dei videogiochi dai lettori della rivista Famitsū.

## Ispirazione
Hideo Kojima si è ispirato a vari attori di Hollywood per la creazione di Solid Snake, incluso Kurt Russell nel film Fuga da New York, ma anche Christopher Walken, Michael Biehn, Mel Gibson e Lee Van Cleef.

## Storia
Snake è nato nel 1972 dal progetto Les Enfants Terribles, che tenta di creare il soldato perfetto clonando "Il più grande guerriero del XX secolo", Big Boss. Il creatore del progetto non voleva una serie di cloni uguali ma desiderava ottenere il fenotipo di tutti i geni "superiori". Per questo motivo, quando Solid e Liquid Snake sono stati creati, uno possedeva tutti i geni dominanti di Big Boss, l'altro tutti quelli recessivi: le due facce di una stessa moneta genetica. Solidus Snake invece è il terzo fratello del progetto, nato con un patrimonio genetico misto, avendo la stessa quantità di geni dominanti e recessivi.
Durante l'incidente di Shadow Moses, Liquid Snake crede di essere il fratello "inferiore", pensando di aver ricevuto i geni recessivi "difettati", quando invece suo fratello aveva ricevuto tutti i geni dominanti "superiori". Da lì si scatena un risentimento contro Solid Snake che, durante il loro scontro finale, viene accusato da Liquid di "essersi preso tutto dal giorno in cui è nato", e che la sua vita è stata solo usata per creare suo fratello, il leggendario Solid Snake. In realtà Solid Snake è stato generato con il patrimonio genetico "inferiore" forse per caso o perché era quanto previsto nel progetto. Nonostante i suoi geni "difettosi", tuttavia, Solid Snake è riuscito a sconfiggere sia Big Boss sia Liquid. Una tagline di Metal Gear Solid recita infatti: "Sei tu, non i tuoi geni, a decidere del tuo destino".
Non si sa molto della vita di Snake prima della missione di Outer Heaven, tranne che da bambino ha abitato in America e che all'inizio degli anni novanta Snake si è infiltrato nell'ovest dell'Iraq durante la Guerra del Golfo insieme ad un plotone di "Berretti verdi".

### Outer Heaven
Anno 1995, Outer Heaven in Rivolta. Una nazione piccola ma armata fino ai denti, chiamata "Outer Heaven" si risveglia improvvisamente nel profondo Sudafrica. Nel giro di poco tempo, la NATO viene a sapere che la nazione è attivamente impegnata nella progettazione di un carro armato nucleare mobile, chiamato "METAL GEAR". Decide quindi di inviare sul posto Gray Fox, uno dei suoi migliori agenti segreti. Presto però Gray Fox viene preso in ostaggio e per la NATO la situazione si complica. Essa si vede costretta quindi ad inviare il membro più giovane di Fox Hound, un agente chiamato Solid Snake, del quale si sa poco o nulla. Ma Snake riesce nell'impresa: libera Gray Fox e costringe Outer Heaven alla resa. Tuttavia, nel bel mezzo della fuga, trova un uomo che gli sbarra la strada. Non è altri che il comandante della Fox Hound, Big Boss. Egli è il cervello dietro una grossa operazione di mercenari in Outer Heaven e controlla l'intera nazione con un pugno di ferro. È stato Big Boss a spingere la NATO ad inviare Solid Snake, il suo agente meno esperto, diffondendo informazioni errate in Occidente. Ma non ha calcolato che il giovane ce la potesse fare, e ora deve affrontarlo in un combattimento feroce. Dopo gli eventi raccontati in The Phantom Pain, tuttavia, si scopre che il Big Boss presente ad Outer Heaven nel 1995 non è altri che Venom Snake, il suo fantasma. Questo spiega la innaturale riapparizione di Big Boss nel capitolo successivo, a Zanzibar Land. Il "Phantom" Boss viene sconfitto e Solid Snake emerge vittorioso dalla battaglia ma inconsapevole insieme al resto del mondo di non aver sconfitto il vero Big Boss. Infine Snake si allontana con Outer Heaven alle sue spalle in fiamme.

### Zanzibar Land
Dopo Outer Heaven, Solid Snake decide di lasciare la FOXHOUND. Allora viene assunto dalla CIA e lavora per sei mesi come agente sotto copertura prima di essere insoddisfatto del lavoro e l'abbandona. Diventa un mercenario. Quando ha già guadagnato abbastanza soldi, va in semi-ritiro in una landa canadese. Dopo qualche tempo, il comandante di FOXHOUND, Roy Campbell, lo chiama per un'altra operazione in Asia centrale nel 1999. La missione di Snake consiste nel destituire il dittatore di Zanzibar Land, che si rivela essere nuovamente Big Boss, che possiede un altro Metal Gear, denominato Metal Gear D ed ha tra i suoi ranghi Gray Fox. Snake distrugge il Metal Gear D e sconfigge Gray Fox in un combattimento corpo a corpo in un campo minato. Durante lo scontro con Big Boss, Snake scopre che quest'ultimo è il suo padre genetico. Infine sarà proprio Solid Snake ad ucciderlo.

### Shadow Moses

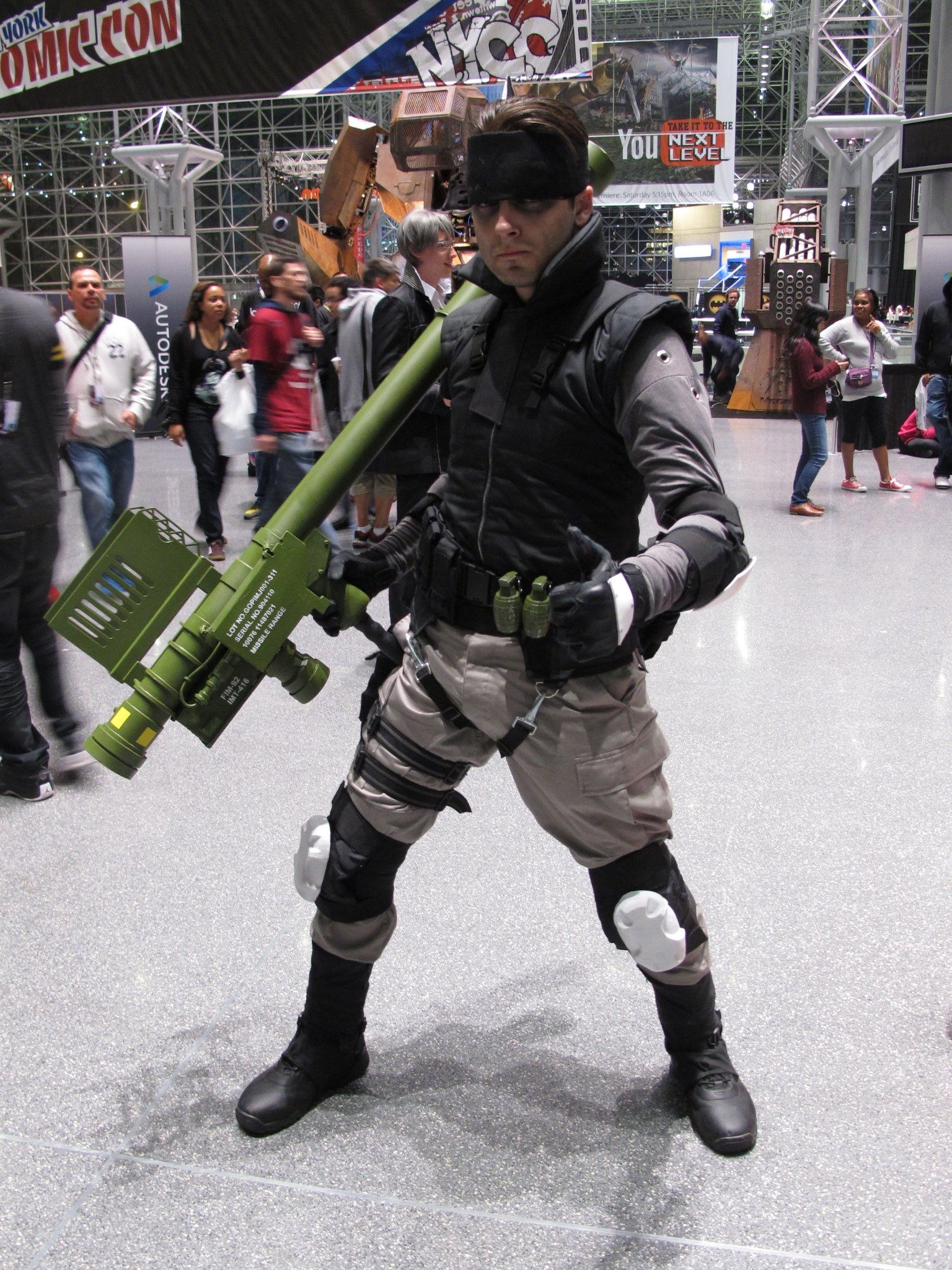
Cosplayer di Solid Snake in Metal Gear Solid

Dopo la rivolta di Zanzibar Land, Snake ritorna in America del Nord e si ritira in una landa dell'Alaska, Twin Lakes, tentando di dimenticare il suo passato e curarsi da un disturbo post-traumatico da stress (PTSD) diventando un musher, ma i membri della FOXHOUND nel 2005 si riuniscono e prendono il controllo di una struttura di stoccaggio di armi nucleari nell'isola di Shadow Moses (che in realtà è un luogo di test per il Metal Gear REX) e Campbell fa chiamare di nuovo Snake. Questa volta, Snake si scontra con i nuovi membri della FOXHOUND e contro i Soldati del progetto Genoma (modificati geneticamente con il DNA di Big Boss). Durante la missione di infiltrazione nella base, Snake collabora con Meryl Silverburgh, la nipote di Campbell e con Hal "Otacon" Emmerich, progettista del REX. Il comandante della FOXHOUND si rivela essere Liquid Snake, il gemello genetico di Solid Snake, che gli racconta del progetto "Les Enfants Terribles" dopo che il Metal Gear REX è stato distrutto. Dopo aver distrutto il nuovo Metal Gear ed avendo eliminato Liquid, dopo un intenso inseguimento, Snake fugge da Shadow Moses con Meryl.

### Tanker
Due uomini stanno guidando un'organizzazione anti-Metal Gear chiamata "Philanthropy". Nel 2007, Snake e Otacon hanno bisogno di prove fotografiche che il Corpo dei Marines stia sviluppando un Metal Gear anfibio che, grazie ad una "soffiata" anonima, si scopre essere caricato su una nave che passerà vicino alla città di New York. Mentre Snake, infiltratosi sulla nave, sta investigando, essa e il Metal Gear RAY vengono presi d'assalto da dei mercenari. Essi sono comandati da Sergei Gurlukovich, con cui collabora Revolver Ocelot. Quando riescono ad entrare in possesso del Metal Gear RAY, Revolver Ocelot tradisce Sergei Gurlukovich, lo uccide e fugge con il Metal Gear.

### Plant: Big Shell
Quando si viene a sapere della notizia, si crede che Solid Snake sia morto durante la vicenda e il suo corpo viene sepolto (in realtà il corpo è di suo fratello, Liquid Snake). Due anni dopo, Solid Snake riappare nella "Big Shell" (sotto il falso nome di Iroquois Pliskin), ed assiste un nuovo membro della FOXHOUND, Raiden, affinché recuperi gli ostaggi e smascheri la congiura dell'ex-presidente George Sears che, verso il finale della missione, si rivela essere Solidus Snake, il terzo "figlio" di Big Boss, fratello di Solid e Liquid Snake e colui che ha ordinato ad Ocelot di rubare il Metal Gear RAY. Come leader dei Figli della Libertà (Sons of Liberty), Solidus sta tentando di scoprire ed eliminare un gruppo di persone, che segretamente comandano il governo degli Stati Uniti, chiamati Patriots. Ocelot rivela che tutto è stato organizzato da loro. Tutto quello che è accaduto, dall'incidente del tanker fino all'Arsenal Gear, per creare la simulazione finale, e per controllare le informazioni digitali. Alla fine della missione, Snake inizia ad investigare su chi sono i Patriots e dove sono e come Ocelot è implicato nella vicenda.

### Guns of the Patriots

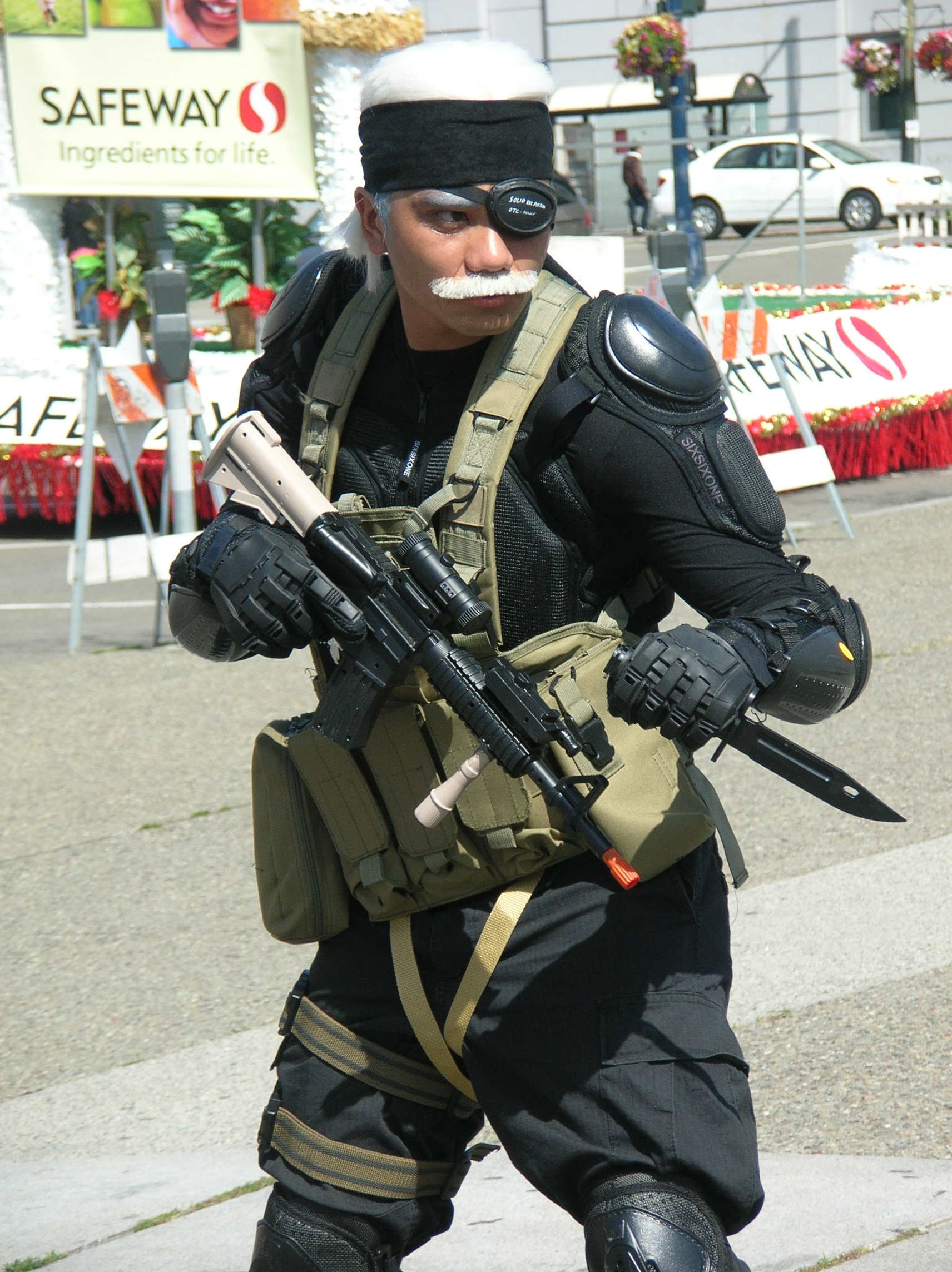
Cosplayer di Old Snake

La storia è ambientata nel 2014 (cinque anni dopo Big Shell e nove dopo Shadow Moses). All'inizio Old Snake  - il nome con cui, suo malgrado, Solid è conosciuto adesso a causa del suo invecchiamento precoce, pur avendo solo 42 anni - è a bordo di un camion con un gruppo di soldati. Il gioco si apre con un monologo iniziale circa i cambiamenti della guerra ("una guerra piena di nano-macchine"). Da qui inizia il primo dei capitoli (denominati "atti") del gioco, Liquid Sun. Nel corso del primo atto del gioco, Snake reincontrerà vecchi amici, tra i quali Otacon, che gli fornirà gli armamenti necessari per la sopravvivenza in battaglia, come il MK-II (un piccolo prototipo di Metal Gear che farà da assistente in battaglia a Snake) e la benda oculare Solid Eye (un prezioso gadget che può fungere da binocolo e visore notturno, oltre che essere in grado di mostrare la posizione di persone, cose ed animali nelle vicinanze). Le nuove conoscenze che Snake farà nel corso del gioco sono: la nuova FOXHOUND, capitanata da Meryl Silverburgh, vecchia amica di Snake, conosciuta in Metal Gear Solid, e Drebin, un trafficante d'armi assistito da un piccolo makako amante delle bevande gassate e dell'ozio. L'obiettivo di Snake è uccidere Liquid, che ora si è impossessato del corpo di Ocelot divenendo Liquid Ocelot.
Nel secondo atto del gioco, Solid Sun, Snake viene spedito in Sud America a ricercare informazioni sui Patriots e su Liquid, ma soprattutto a salvare la dottoressa Naomi Hunter, anche lei conosciuta in Metal Gear Solid. Una volta ritrovata, Snake le parla del virus che lei stessa gli aveva iniettato: il FOXDIE. Naomi spiega a Snake che il virus sta mutando: presto non riconoscerà più i geni delle persone da colpire e uccidere, bensì la sua diffusione diventerà incontrollata, con il potenziale rischio di generare una pandemia mortale. inoltre, Naomi chiarisce che la causa della sua degenerazione cellulare in stadio avanzato, a causa della quale Solid Snake è invecchiato precocemente, fosse stata stabilita sin dal suo concepimento durante il processo di clonazione, affinché avesse meno possibilità di essere usato da mani sbagliate - almeno secondo il punto di vista dei responsabili del progetto che ha portato alla sua nascita -, essendo a tutti gli effetti concepito unicamente come una macchina da guerra vivente. Dopo aver salvato Naomi, Snake affronterà un membro delle B&B (Beauty & Beast), Laughing Octopus. Dopo averla sconfitta, Snake si troverà a riaffrontare Vamp, il Vampiro immortale dell'ex organizzazione Dead Cell, ma verrà salvato da Raiden, diventato un Cyborg dal sangue artificiale bianco (molto simile a Gray Fox).
Nel terzo atto, Third Sun, Snake si ritroverà a viaggiare per un paese dell'Europa Orientale, per ritrovare l'ex spia doppiogiochista russa, EVA, conosciuta ora come Big Mama. Durante la missione, si scoprirà che EVA è in realtà la madre surrogata di Snake e Liquid. Dopo aver affrontato Raging Raven, una squadra di soldati americani capitanati da Meryl viene annientata dalle truppe di Liquid, che si è impadronito del Sistema della nanomacchine. Snake viene a sua volta ferito. Durante la disfatta degli americani, EVA muore nonostante i tentativi di Snake di salvarla, apparentemente a causa di una ferita procuratasi cadendo dalla moto durante la fuga da Raging Raven. Dopo il combattimento, Otacon scopre che Liquid ha intenzione di assumere il controllo del Sistema usando il Metal Gear REX, più in particolare il suo cannone elettromagnetico.
Tornato a Shadow Moses nel quarto atto del gioco, Twin Suns, Snake affronterà Crying Wolf, proprio nel luogo in cui affrontò Sniper Wolf nove anni prima. Una volta sconfitta, Snake, con l'aiuto di Raiden e di Otacon, sconfigge Vamp una volta per tutte e assiste alla morte di Naomi, con la quale Otacon aveva avuto un brevissimo ma intenso rapporto amoroso. Una volta riattivato il Metal Gear REX, Snake affronta Liquid, che usa il Metal Gear RAY, costruito proprio per eliminare gli altri Metal Gear, costruiti sul modello del REX. Snake esce vittorioso dallo scontro, nonostante la supposta inferiorità del già danneggiato REX nei confronti del RAY, ma subito dopo subirà una nuova sconfitta da parte di Liquid, che innalza dal mare la fortezza Outer Haven, una nave modellata fisicamente sull'Arsenal Gear affrontata in Metal Gear Solid 2 e ispirata concettualmente all'antico sogno di Big Boss.
Da qui inizia l'ultima missione di Snake, l'operazione Old Sun, ovvero fermare Liquid dal suo intento di lanciare una testata nucleare verso il satellite responsabile del controllo delle intelligenze artificiali che costituivano i Patriots nell'intento di sostituire ad esso GW, l'intelligenza artificiale ricostruita da Liquid proprio con lo scopo di governare il sistema dei Patriots e di conseguenza l'economia bellica di tutto il mondo. Ad assistere un disperato e malconcio Snake in questa ultima fatica, è imprescindibile l'aiuto di Otacon, Meryl e il suo sottoposto Akiba, Mei Ling e Raiden. Dopo aver abbordato l'Outer Haven ed essersi fatto strada tra le truppe della nave e un'orda di Gekko, aver affrontato l'ultima delle Beauty&Beast, Screaming Mantis, aver rincontrato il suo vecchio nemico Psycho Mantis, e aver attraversato un corridoio pieno di microonde, sorretto solo dalla tuta OctoCamo e dalla sua forza di volontà, Snake (e Otacon, attraverso il Metal Gear Mk. III) riescono a caricare il virus informatico FOXALIVE, sviluppato dagli sforzi congiunti di Emma Emmerich, Sunny e Naomi Hunter, all'interno di GW e di riflesso nella rete dei Patriots, cancellando il loro controllo sulla popolazione umana una volta per tutte.
Mentre la guerra contro i Patriots si è finalmente conclusa, un ormai esausto Snake viene costretto a rimettersi in piedi da Liquid Ocelot, deciso ad affrontare per l'ultima volta suo "fratello" in un combattimento corpo a corpo all'ultimo sangue; l'ultima sfida della saga ha un duplice significato, ponendo un riluttante ed esasperato Solid contro il fratello Liquid e al contempo Snake - ultimo erede di Big Boss - contro l'antico rivale e amico Ocelot: questi, recuperando durante lo scontro l'originale personalità di Ocelot e perdendo quella di Liquid Snake, soccombe contro il clone del suo amico di vecchia data e, dopo essersi complimentato con Snake, si lascia andare al riposo eterno, concludendo così un'eterna rivalità.
Durante la prima parte dell'epilogo del gioco, Naked Sin, vediamo un Solid Snake depresso ma determinato a portare a termine la sua vera missione finale: togliersi la vita per impedire che il virus che porta in corpo degeneri e diventi un'arma di distruzione di massa. Inginocchiatosi davanti alla tomba di Big Boss, Snake si infila la pistola in bocca e - mentre l'inquadratura sale verso il cielo - preme il grilletto. Subito dopo, la seconda parte dell'epilogo, Naked Son, ci mostra che Snake non abbia trovato il coraggio di andare fino in fondo, levandosi la pistola dalla bocca e sparando probabilmente verso il cielo. Con suo sgomento, vede che accanto a lui c'è Big Boss che, sopravvissuto allo scontro tra i due a Zanzibarland, si complimenta con lui per non aver compiuto il gesto estremo, gli va incontro e, dopo avergli bloccato la mano in cui teneva la pistola, lo abbraccia per la prima volta. Big Boss spiega al "figlio" (pur ammettendo di non averlo mai considerato tale) le cause della sua "resurrezione" (il suo corpo era stato ricostruito con parti di Liquid e Solidus), approfondisce le circostanze della nascita e dello sviluppo dei Patriots - di cui ha originariamente fatto parte - e gli rivela che Naomi Hunter gli ha lasciato un comunicato in cui lo pregava di informare Snake che il suo FOXDIE è stato soppiantato da una nuova versione dello stesso, somministratogli (da Drebin 893, un agente dei Patriots) mentre si trovava in Medio Oriente, e che questa nuova versione, studiata per uccidere EVA, Ocelot e lo stesso Big Boss in caso fosse tornato a vivere, non si sarebbe diffusa causando un'epidemia, rendendo dunque inutile l'eventuale sacrificio di Snake. Snake vede anche che Big Boss ha trovato, e portato con sé, Zero, il fondatore dei Patriots. Dopo aver praticato l'eutanasia sull'inerme Maggiore, ormai in coma vegetativo, Big Boss spinge Snake a posare per sempre le armi e vivere in pace il tempo che gli resta, non più come "serpente", ma come uomo. Big Boss muore, essendosi consapevolmente infettato con la nuova versione del FOXDIE, davanti alla tomba di The Boss, non prima di aver fatto ammenda per i suoi errori, lasciando così Snake come unico superstite della sua linea genetica.
Dopo i titoli di coda, scopriamo che Snake è tornato da Otacon e Sunny, che non credevano che l'avrebbero mai più rivisto. Snake, oltre a decidere di smettere di fumare, sceglie di vivere il resto della sua vita per vedere il futuro che sorgerà dopo la fine della lunga battaglia per la pace, iniziata con le gesta di The Boss prima della Guerra Fredda e culminata nel sacrificio di Big Boss e la fine dei Patriots. Otacon si offre di diventare il suo ultimo "testimone". Infatti, ai tempi della missione in Sud America, Naomi - non ancora consapevole della sostituzione del FOXDIE - gli aveva diagnosticato soltanto altri sei mesi di vita. In realtà, non viene chiarito quanto tempo abbia ancora Solid Snake, anzi David, da spendere in questo mondo, che per tutta la sua vita ha contribuito a liberare.

### Dopo la fine dei Patriots
In Metal Gear Rising: Revengeance, capitolo semi-canonico ambientato 4 anni dopo Guns of the Patriots, cioè nel 2018, Solid Snake risulta essere ancora vivo e in discrete condizioni fisiche. Lo si evince dal fatto che nel gioco è presente una conversazione via Codec di Raiden che parla di Snake insieme a Kevin, ed entrambi ne parlano al presente. Fra le altre cose Raiden dice:
Secondo la trama di Metal Gear Acid 2, che però è uscito prima di Guns of the Patriots ed è considerato a tutti gli effetti uno spin off, Snake sarebbe morto sull'isola immaginaria di Lobito in un anno imprecisato, comunque dopo il 2016 (anno di ambientazione del primo Metal Gear Acid), e dal corpo di Solid Snake sarebbe stato clonato lo Snake protagonista di Metal Gear Acid 2. Già con l'uscita di Guns of the Patriots, conciliare questo esito con la trama canonica è diventato impossibile, dal momento che viene specificato - per bocca di Naomi Hunter in Sud America - che il progetto Les Enfants Terribles prevedesse che i risultati dell'esperimento (dunque i figli/cloni di Big Boss) fossero geneticamente modificati in modo da non potersi riprodurre biologicamente né attraverso clonazione.

## Presenze
- Metal Gear per MSX, NES, PlayStation 2, PlayStation 3, Xbox360
- Metal Gear 2: Solid Snake per MSX, PlayStation 2, PlayStation 3, Xbox360
- Metal Gear Solid e Metal Gear Solid: The Twin Snakes, il primo per PlayStation e il secondo per Nintendo Gamecube
- Metal Gear Solid 2: Sons of Liberty per PlayStation 2, Xbox, PC, PlayStation 3, Xbox360, PlayStation Vita.
- Metal Gear Solid 4: Guns of the Patriots per PlayStation 3

### Spin off
- Snake's Revenge per NES
- Metal Gear: Ghost Babel, conosciuto anche solo come Metal Gear Solid per Game Boy Color
- Metal Gear Ac!d per PSP
- Metal Gear Solid: Portable Ops Plus per PSP, PlayStation Vita.
- Metal Gear Solid Mobile

### Altre apparizioni
- Snake compare come personaggio giocabile in Super Smash Bros. Brawl. L'apparizione di Snake nel trailer del gioco fu una sorpresa enorme per i fan, infatti fu la prima volta che un personaggio non Nintendo apparve in un gioco della serie di Super Smash Bros. Il suo aspetto e il suo abbigliamento in Brawl è basato su quello di Metal Gear Solid 2: Sons of Liberty. Snake lotta usando tecniche corpo a corpo, e usa una varietà di esplosivi, anziché armi da fuoco. La sua presenza in Brawl è voluta dallo stesso Hideo Kojima, che avrebbe voluto includerlo anche in Super Smash Bros. Melee. Tuttavia è stato escluso nel quarto capitolo per Nintendo 3DS e Wii U, salvo poi ritornare nel nuovo capitolo per Nintendo Switch: Super Smash Bros. Ultimate.

- Un contenuto scaricabile per il videogioco LittleBigPlanet rende disponibili alcuni costumi ispirati ai personaggi di Metal Gear Solid, tra questi vi è Old Snake.

- Snake compare come personaggio giocabile in Fortnite come skin segreta del Pass Battaglia della Stagione 1 del Capitolo 5: gli stili disponibili richiamano il suo abbigliamento di Metal Gear Solid 2: Sons of Liberty e di Old Snake di Metal Gear Solid 4: Guns of the Patriots.

### Altri media
- Nei romanzi Metal Gear Solid e Metal Gear Solid 2 di Raymond Benson.
- Nel romanzo Metal Gear Solid: Guns of the Patriots di Project Itoh.
- Nel fumetto Metal Gear Solid di Ashley Wood e Kris Oprisko, da cui è stata tratta la versione digitale Metal Gear Solid: Digital Graphic Novel, e nel fumetto Metal Gear Solid 2 di Ashley Wood e Alex Garner, da cui è stata tratta la versione digitale Metal Gear Solid 2: Digital Graphic Novel.
- Nel fan film italiano non-profit Metal Gear Solid: Philanthropy, diretto ed interpretato da Giacomo Talamini.
- Solid Snake verrà interpretato da Oscar Isaac nel film Metal Gear Solid, diretto da Jordan Vogt-Roberts.